# Komunální volby v Abcházii 2016
Komunální volby v Abcházii 2016 vypsal prezident republiky Abcházie na 3. dubna 2016. Konaly se ve všech okresech v Abcházii vyjma okresu Gali a jedná se o v pořadí šesté komunální volby v této částečně uznané republice.

## Odklady voleb
Mandát předchozích zastupitelů v místních samosprávách měl původně vypršet v únoru 2015, avšak Abchazské lidové shromáždění na svém zasedání ze 17. prosince 2014 rozhodlo, že bude jejich mandát o jeden rok a dva měsíce prodloužen. 3. února 2016 byly volby opět na základě hlasování Abchazského lidového shromáždění odloženy až na 12. únor 2017, ale pouze pro okres Gali, s ohledem na nevyřešený případ ohledně výměny abchazských pasů místním obyvatelům, převážně neabchazské národnosti, bez kterých by nemohli hlasovat.

## Výsledky voleb

### Suchumi
Do městského zastupitelstva abchazské metropole bylo nominováno celkem 88 kandidátů, z nichž 82 se zúčastnilo voleb. Tři kandidáti nakonec návrh na kandidaturu odmítli, jeden kandidát byl z voleb vyloučen a dva další od voleb odstoupili později sami. Voleb do 26členného suchumského zastupitelstva se zúčastnilo z 82 kandidátů, z toho celkem 18 žen. 12 kandidátů navrhla strana Jednotná Abcházie, jednoho kandidáta nominovala společnost Abchazské dráhy, zbytek byl nominován nejrůznějšími zájmovými skupinami. 14 kandidátů usilovalo o znovuzvolení.
Volební účast byla celkově 38 % (14 718 z 39 070 voličů) a ve volebních okrscích č. 21 a 23 bylo nařízeno z důvodu příliš nízké volební účasti (méně než 25 %) opakování voleb na 29. květen 2016. Ve volbách uspěla jen jediná z 18 žen.
| Výsledky voleb do Suchumského městského zastupitelstva v roce 2016 (kandidáti obhajující mandát jsou označeni kurzívou, úspěšní obhájci mandátu tučnou kurzívou) |                    | |               |
| Okrsek | Vítěz              | Poražení kandidáti                                                                                    | Neregistrován |
| 1 | Georgij Šakaja     | Dalila Kvicinijová, Daut Nanba, Astelo Adleibová, Astanda Bigvavová                                   |               |
| 2 | Laša Ašuba         | (bez protikandidátů)                                                                                  |               |
| 3 | Inna Kvarčijová    | Laša Sakanija, Beslan Benija, Appolon Latarija                                                        |               |
| 4 | Daur Dělba         | Ruslan Abuchba, Světlana Laz-oglyová                                                                  |               |
| 5 | Dmitrij Maršanija  | Adgur Kvarčelija                                                                                      |               |
| 6 | Astamur Kutarba    | Džoni Kvasija, Leila Dzybová                                                                          |               |
| 7 | Mizan Zantarija    | Raul Bebija                                                                                           |               |
| 8 | Konstantin Pilija  | Marina Galustyanová, Aida Chonelijová                                                                 | Aslan Lomija  |
| 9 | Dmitrij Gunba      | Adamyr Mukba, Dato Kadžaia                                                                            |               |
| 10 | Bagrat Zantaria    | Anna Gunijová, Aslan Zuchba                                                                           |               |
| 11 | Semen Bžanija      | Alexej Arčelija, Anatolij Kvicinija, Damir Symsym, Alias Brandzija                                    |               |
| 12 | Daur Ešba          | Vadim Kvačachija, Georgij Manaka, Denis Cabrija, Laša Šamba                                           |               |
| 13 | Leon Gubaz         | Murtaz Šamatava, Valerij Bganba, David Papba                                                          |               |
| 14 | David Mirzoyan     | Alchas Kirija, Beslan Kvicinija, Beslan Dopva, Beslan Aršba, Raul Charabva, Enrik Leiba               |               |
| 15 | Timur Šapkovskij   | Robert Džopva, Viktoria Gunijová, Apsyrt Kandžarija                                                   |               |
| 16 | Ardašes Ovsepyan   | Alchas Žiba, Albína Marcholijová, Arnold Minaia, Eliso Sangulijová, Izolda Turkijová, Damei Sangulija |               |
| 17 | Iraklij Charčilava | Rismag Adžindžal                                                                                      |               |
| 18 | Džoni Smyr         | Dmitrij Šlarba, Garri Inapšba                                                                         |               |
| 19 | Narsou Salakaia    | Lali Mindžijová, Zaira Margijová, Irina Dočijová                                                      |               |
| 20 | Vitalij Čitanava   | Goča Lagvilava                                                                                        |               |
| 21 |                    | Andrej Pogosov, Temur Aršba                                                                           |               |
| 22 | Leonid Gvindžija   | (bez protikandidátů)                                                                                  |               |
| 23 |                    | Said Adleiba, Anzor Tvidzba                                                                           |               |
| 24 | Roman Ckva         | (bez protikandidátů)                                                                                  |               |
| 25 | Denis Inapšba      | Alchas Manargija, Liana Kvicinijová                                                                   |               |
| 26 | Adamur Lagvilava   | Daur Bžanija, Kama Anvová                                                                             |               |

### Okres Gagra
V okrese Gagra bylo navrženo celkem 65 kandidátů na členství v 25členném okresním a městském zastupitelstvu v Gagře, z nichž 6 byly ženy. Voleb se zúčastnilo 46 % z 24 tisíc voličů. Novým předsedou zastupitelstva okresu Gagra se stal Astan Agrba a místopředsedou se stal Aleksandr Cyšba.
Ve městě Picunda kandidovalo do 9členného obecního zastupitelstva 15 kandidátů, mezi nimiž byla jedna žena, která však ve volbách neuspěla.